# Nordderby
Il Nordderby è una partita tra Werder Bremen e Hamburger SV, due squadre di calcio professionistico tedesco che rappresentano due delle maggiori città della Germania settentrionale. La rivalità, da questo punto di vista, non è solo calcistica, ma vede coinvolte le stesse due città, Amburgo e Brema, distanti un centinaio di chilometri. 

## Storia
Le due compagini calcistiche si affrontarono per la prima volta nel 1927 con l'Amburgo che registrò una vittoria per 4-1 ai danni della squadra di casa. Al 2022 sono state disputate 156 partite ufficiali, con il Werder in leggero vantaggio per quanto riguarda le vittorie, 58 contro le 54 dell'HSV. Sono invece 44 le partite concluse in pareggio.

## Bilancio
Aggiornato al 27 febbraio 2022.
|                   | Gare disputate | Vittorie Amburgo | Pareggi | Vittorie Werder Brema | Gol Amburgo | Gol Werder Brema |
| ----------------- | -------------- | ---------------- | ------- | --------------------- | ----------- | ---------------- |
| Bundesliga        | 108            | 34               | 35      | 39                    | 158         | 159              |
| Oberliga Nord     | 32             | 12               | 7       | 13                    | 75          | 62               |
| 2.Bundesliga      | 2              | 1                | 0       | 1                     | 4           | 3                |
| Totale Campionato | 142            | 47               | 42      | 53                    | 237         | 224              |
| DFB-Pokal         | 11             | 6                | 2       | 3                     | 33          | 26               |
| DFL-Ligapokal     | 1              | 0                | 0       | 1                     | 1           | 2                |
| Totale Nazionale  | 154            | 53               | 44      | 57                    | 271         | 252              |
| Coppa UEFA        | 2              | 1                | 0       | 1                     | 3           | 3                |
| Totale            | 156            | 54               | 44      | 58                    | 274         | 255              |